# Studený bufet
Studený bufet (originální francouzský název Buffet froid) je francouzský film, který v roku 1979 natočil režisér Bertrand Blier podle vlastního scénáře. Hlavní role absurdního komediálního dramatu ztvárnila trojice herců Gérard Depardieu, Bernard Blier a Jean Carmet.

## Obsazení
| Gérard Depardieu  | Alphonse Tram        |
| Bernard Blier     | inspektor Morvandiau |
| Jean Carmet       | vrah žen             |
| Geneviève Pageová | Geneviève, vdova     |
| Michel Serrault   | účetní z metra       |
| Jean Rougerie     | Eugéne Léonard       |
| Carole Bouquet    | dívka z auta a člunu |
| Jean Benguigui    | nájemný vrah         |
| Bernard Crommbey  | lékař                |
| Liliane Rovère    | Alphonsova žena      |
| Denise Gence      | hosteska na zámku    |
| Michel Fortin     | nájemník             |
| Marco Perrin      | muž z domu           |

## Ocenění

### César 1980
Ocenění
- César pro nejlepší původní scénář nebo adaptaci - Bertrand Blier

Nominace
- César pro nejlepší kameru - Jean Penzer
- César pro nejlepší scénografii - Théobald Meurisse